# Goupia
Goupia — род неотропических цветковых растений, выделяемый в самостоятельное семейство Гупиевые (лат. Goupiaceae) порядка Мальпигиецветные (Malpighiales). Виды рода распространены в тропической части севера Южной Америки.

## Виды
Раньше род Goupia рассматривали в составе семейства Бересклетовые порядка Бересклетоцветные. К этому роду относят два вида:
- Goupia glabra Aubl. (синонимы Goupia paraensis, Goupia tomentosa)
- Goupia guatemalensis Lundell